# Alianza Foral Navarra
La Alianza Foral Navarra fue un partido político español, cuyo ámbito de actuación era Navarra. Se definía como foralista y contrario la cualquier forma de integración de Navarra en el País Vasco y defensor de la tradición católica. Registrado el 7 de marzo de 1977, propugnó el no a la Constitución española de 1978 por considerarla atea, marxista y peligrosa para la unidad de España. Fue presidida por Amadeo Marco, por entonces vicepresidente de la Diputación Foral.
AFN mantuvo el lema carlista de Dios, Patria, Fueros, Rey y se declaraba tradicionalista, dejando aparte dinastías.
En las elecciones de 1977 formó coalición con Alianza Popular, y obtuvo 21 900 votos en Navarra (8,49 %).
En las elecciones de 1979 no presenta candidaturas; algunos de sus miembros se integraron en la recién fundada Unión del Pueblo Navarro. Posteriormente se integró en Alianza Popular que en 1982 en Navarra formó coalición con UPN para las elecciones generales y en 1983 presentó por su cuenta candidaturas a las elecciones al Parlamento de Navarra y a los ayuntamientos.
Una de sus cabezas visibles fue en su día José Ignacio Palacios Zuasti, posteriormente consejero de los gobiernos de UPN y que desempeñó cargos en AFN como Presidente de Juventudes (1977-1979) y como Secretario General de Alianza Foral Navarra (1979-1983), además de diversos puestos en Alianza Popular en Navarra.